# Markéta Prachatická
Markéta Prachatická (* 4. prosince 1953, Praha) je česká výtvarnice, kreslířka, ilustrátorka a autorka animovaných filmů. Je rovněž autorkou návrhů několika českých poštovních známek.

## Život
Za komunistického režimu nesměla studovat. Vystudovala až po roce 1989 Camberwell College of Arts v Londýně.

## Dílo

### Ilustrace (výběr)
- Christian Morgenstern: Koleno (Das Knie), přeložil Josef Hiršal, Praha: Běžíliška, 2017, ISBN 978-80-906467-4-2.
- Milada Motlová: Mančí a Jonáš: kočičí příběh. Praha: Knižní klub, 2013, ISBN 978-80-242-4230-9.
- Bible svatá, aneb, Všecka svatá písma Starého i Nového zákona, Praha: Fortuna Libri, 2011, ISBN 978-80-7321-571-2.
- Jordi Sierra i Fabra: Franz Kafka a panenka cestovatelka, Praha: Albatros, 2011, ISBN 978-80-00-02680-0.
- Emanuel Frynta: Písničky bez muziky, 3. vyd., Praha: Argo, 2010, ISBN 978-80-257-0330-4.
- Kočičí král – anglické pohádky v překladech Pavla Šruta, Praha, Knižní klub, 2009, ISBN 978-80-242-2125-0.
- Hans Christian Andersen: Křesadlo a jiné pohádky, přeložil František Fröhlich, Praha: Brio, 2005, ISBN 80-86113-75-2.
- Zlatá brána: říkadla, hádanky, pohádky, písničky, ed. Milada Motlová, Praha: Amulet, 2002, ISBN 80-7327-016-1.
- Lewis Carroll: Tlachapoud = Jabberwocky; Žvahlav = Jabberwocky; Mrož a tesař = The Walrus and the Carpenter, Praha: Aulos, 2001, Bibliofilská edice, ISBN 80-86184-10-2.
- Monika Le Fay: Bubu, Praha: Monika Vadasová-Elšíková, 1999, ISBN 80-902602-0-9.
- Jaroslav Seifert a Vladimír Justl, ed.: A sbohem, Praha: Ikar, 1999. Skvosty poezie, sv. 1, ISBN 80-7202-499-X.
- Petr Skoumal: Kdyby prase mělo křídla, Praha: Egmont, 1999, ISBN 80-7186-401-3.
- Emanuel Frynta: Písničky bez muziky, Praha: Albatros, 1997, Klub mladých čtenářů, ISBN 80-00-00533-6.
- Ezop: Bajky, překlad Václav Bahník a Rudolf Kuthan, Praha: Aulos, 1993, Bibliofilská edice, ISBN 80-901261-2-X.
- Roald Dahl: Jakub a obří broskev, Praha: Albatros, 1993, ISBN 80-00-00033-4.
- Carmen Bernos de Gasztold: Modlitby z archy, přeložila Markéta Prachatická, Praha: Portál, 1992, ISBN 80-85282-35-6.
- Charles Perrault: Francouzské pohádky, Praha: Odeon, 1990, ISBN|80-207-0118-4.
- Lewis Carroll: Alenka v kraji divů a za zrcadlem, přeložili Aloys Skoumal a Hana Skoumalová, 4. vyd., Praha: Albatros, 1988.
- Milena Lukešová: Klára a skorodům, Praha: Albatros, 1986.
- Jaroslav Seifert: Jaro, sbohem, 7. vyd., Praha: Československý spisovatel, 1980, Malá edice poezie.

### Filmografie
- 1989 O kočičce, myšičce a červené slepičce, námět a výtvarník
- 1996 Běla a malý čaroděj, televizní seriál

## Ocenění díla
- Premio Grafico Bologna 1984
- Plaketa BIB Bratislava 1985 za ilustrace ke knize Alenku v kraji divů
- Nejkrásnější knihy roku 1984, 1989, 1999, 2001, 2005
- Cena Spolku Hollar 2005